# Ново-Кусковская волость
Но́во-Куско́вская во́лость — административно-территориальная единица, входившая в состав Томского уезда (округа) Томской губернии в 1894—1925 гг.
Административный центр — село Ново-Кусковское (ныне это село Ново-Кусково Асиновского района Томской области).

## Территория в настоящее время
В целом[прояснить] территория волости совпадает с современным Асиновским районом Томской области (административный центр — город Асино, бывшее поселение Ксеньевка).
Волостной административный центр село Ново-Кусково в советское время сначала (до образования Асиновского района) было административным центром Ново-Кусковского района Сибкрая и административным центром территорий Новокусковского сельского совета, затем осталось лишь центром Новокусковского сельсовета; в настоящее время — центр Новокусковского сельского поселения.

## Расположение
Волость формировалась вокруг сёл Ново-Кусково и Ксеньевка, расположенных на левом берегу средней части реки Чулым, а также объединила сёла и деревни преимущественно чулымского левобережья. Входила в состав Томского уезда Томской губернии. От Томска село Ново-Кусково находится в северо-восточном направлении на расстоянии (по прямой) в 92 км (103 версты), по дорогам расстояние составляет ок. 130 км (ок. 150 вёрст).
Волость граничила преимущественно с волостями Томского уезда, лишь на юге и юго-востоке граничила с Зырянской волостью, отнесённой к Мариинскому уезду Томской губернии.
Окружение волости в 1916:
| северо-запад: (таёжно-лесной необжитый массив) .                  | север: (таёжно-лесной необжитый массив) . | северо-восток: Зачулымская волость .           |
| запад: Александровская волость                                    | . Ново-Кусковская волость                 | восток: Архангельская и Рождественская волости |
| юго-запад: Александровская, Семилужная и Вороно-Пашенская волости | юг: Вороно-Пашенская и Зырянская волости  | юго-восток: Зырянская и Рождественская волости |

## Страницы истории
Коренное население — южные селькупы (группа тюйкум) на севере волости. Доминирующим народом на юге волости были чулымцы.
На протяжении всего XVI и XVII вв. чулымские территории находилась в состоянии войны и под угрозой истребления местных народов. Сход народов Мелесской землицы, жаловался Московскому Царю, что киргизские князьцы «…приходят к ним по трижды и по четырежды годом, и с них емлют ясак, и жён и детей в полон». Следует отметить, что гарнизон Мелесского острога представлял собой инородческую крепость (войско из местных жителей-чулымцев), с небольшим гарнизоном томских служилых стрельцов. Крепость ослабила набеги отрядов енисейского киргизского князьца Ношмы, но полностью обеспечить безопасность не смогла: в XVII веке случались рейды отрядов Ношмы с выжиганием поселений на территории до самого Томска. Также продолжали беспокоить набеги джунгар — племён, подданных Китайскому государству. Активные военные действия киргизских, чулымско-татарских (без мелесских татар-чулымцев, однозначно присягнувших Московскому Царю) и ойгурских племён против томских крепостей и крупные боевые столкновения в Кузнецкой котловине происходили в 1609—1611 гг. В связи с этим в верховьях Чулыма, у тракта Томск — Мелесский острог — «на Байкал и Китай» был построен Ачинский острог.
В 1697 году киргизы «…ясашных грабили, и разоряли и которые звери у ясашных были с промыслу в ясак, и те все звери, соболи и лисицы и горностаи и котлы и топоры и ножи и огнива и лошади грабежом взяли, и к Мелесскому острогу боем приступали и стояли перед тем острогом 8 дней и побив насмерть служилых 4 человека».
С возрастанием роли и влияния томской крепости, а также с увеличением в Причулымье казацких сил, постепенно набеги енисейских киргизов и чёрных калмыков на томские земли прекратились. Сами эти кочевники со временем были оттеснены казаками на юг: сначала на Алтай, а затем далее — к Иссык-Кулю.
Постепенно край заселяется русскими. Первоначально это были засеки и заимки служилых казаков томских крепостей (передовые дозоры и, одновременно, земледелие, производства продовольствия и фуража для гарнизонов острогов).
Первым основательным (с домами) поселением считается деревня, основанная братьями Дороховыми — конным томским казаком и его братом мелесским служилым стрельцом, — Дорохово. В 1652 году это была их заимка на высоком западном берегу реки Яя и в 12 верстах от её устья. Следующим русским поселением принято считать заимку конного казака Воронина (Воронино-Яя), появившуюся в 1666 году также на берегу реки Яи, в двух верстах выше селения Дороховых. Образование этих двух населённых пунктов подтверждается материалами «Чертёжной книги Сибири» С. У. Ремезова (1701). В 1703 году на реке Яе, при впадении в неё реки Латат, было образовано селение томских служилых людей братьев Жировых — деревня Жирова. Фактически деревни Дорохова, Воронино-Яя и Жирова, а также соседние, расположенные вверх по реке Яе селения Спасское и Бурнашево являлись малыми казачьими заставами между Мелесским и Семилуженским острогами, защищающими с востока город Томск. В 1706 году в Спасском и Бурнашеве были на вооружении 2 пушки и 64 мушкета.
В 1763 году на левом берегу Чулыма возникла деревня томского служилого казака Семёна Алексеевича Кускова, до этого жившего деревне Завьялово близ Томска. В то время «домовитые крестьяне» выезжали на новые вольные места, которые они выбирали прежде всего с коммерческой составляющей — то есть преимущественно вблизи тракта или оживлённого водного пути. Без учёта Мелесского острога, эта Кускова деревня стала четвёртым русским населённым пунктом на территории современного Асиновского района. Однако с начала XIX века эта территория относилась к обширной Ишимской волости, объединившей русские населённые пункты поймы реки Яи, а также поймы Среднего и Нижнего Чулыма (до Оби).
В 1794 году в Кусковой было 4 двора, в которых проживали сыновья основателя деревни Семёна Кускова. Во второй половине XVII века прирост населения происходил в основном за счёт естественного воспроизводства (русские крестьянские и даже помещичьи семьи были, как правило, весьма многодетными), а также по мере заселения притрактовой зоны за счёт ссыльных крестьян, поток которых усилился по указу 1754 года императрицы Елизаветы I о замене смертной казни ссылкой в Сибирь.
В первой четверти XIX века на близ д. Кусковой появилась ещё одна деревня — Жирово. В мелесском Причулымье это была уже вторая деревня Жирова и образовалась она, вероятнее всего, выходцами из первой. С этого времени их стали различать: прежняя деревня стала Больше-Жирово, более новая — Мало-Жирово. За первую треть XIX века отмечен существенное увеличение населения как русских деревень, так и семей местных сибирских народов. Этому способствовали спокойные (без налётов кочевников) годы и XVIII века, и начала XIX. По переписи 1835 года, в Кусковой насчитывалось 99 душ, в Дороховой — 115, в Ворониной — 68, Больше-Жировой — 54, Мало-Жировой — 34. Уже с первой половины XVIII века доминирующим народом в Причулымье стали русские.
За первую треть XIX века значительно выросли размеры деревни Кускова. По переписи Томской губернии 1832 года в деревне насчитывалось 99 душ обоего пола. Началом нового этапа в освоении земель Сибири стала реформа графа П. Д. Киселёва, где предполагалось переселение государственных крестьян из центральных малоземельных (нечернозёмных) районов России. В 1837 году он наметил ряд мер по решению аграрных проблем в центре России. Одна из них — переселение в Сибирь государственных крестьян из малоземельных губерний. К западу от д. Дороховой и д. Ворониной, на реке Итате было нарезано 25025 десятин земли и близ д. Кусковой, на реке Соколы — 10665 десятин земли. Эти места предназначались для переселенцев из Тамбовской и Воронежской губерний. В течение 1852—1853 гг. на отведённых участках крестьяне Успенской волости Воронежской губернии в составе 72 семей (592 человека) основали новую деревню Кускову у реки Соколы. Так появилась новопоселенческая деревня Ново-Кусковская. При этом прежнюю, рядом расположенную деревню старожилов стали именовать Старо-Кусковская. В 1862 году в Ново-Кусковском была выстроена деревянная однопрестольная церковь во имя иконы Казанской Божией Матери и поселение получает статус уже не деревни, а села.
В 1852—1853 гг. 641 человек тамбовских и воронежских переселенцев разместились на Ворониной поляне. В 1854 году Крымская война России приостановила поток переселенцев. В 1860 году появилось ещё 2 деревни — Митрофановка и Феоктитистовка.
В 1894 году сход представителей окрестных сёл, посёлков, деревень и хуторов на чулымском левобережье создаёт свою, Ново-Кусковскую волость. Томское губернское правление не сразу, а лишь своим решением от 17 декабря 1896 года выделило из состава Ишимской волости новую Ново-Кусковскую волость в составе восьми сельских общин с административным центром в Ново-Кусковском. Здесь спешно размещаются органы местного (волостного, земского) самоуправления, — в соответствии с уложениями Империи. Вновь образованная волость располагалась по левому берегу нижнего течения реки Яя до впадения в реку Чулым и по левому берегу среднего течения реки Чулым от устья реки Яя вниз по течению на протяжении около 200 км. Фактически это границы современного Асиновского района.
Волость просуществовала около 30 лет, до советской административной реформы 1924—1925 гг. Её преемником будет Ново-Кусковский (Чулымский) район, ставший в дальнейшем Асиновским районом Томской области.
Транссибирская железнодорожная магистраль и Столыпинская реформа содействуют новой волне русского крестьянского переселенческого движения, которое становится по-настоящему массовым. С 1892 года по 1895 год в Кусково-Ксеньевском Причулымье появилось ещё 6 крупных посёлков: Ново-Троицкий, Сургундатский, Новиковский, Тихомировский, Соколовский и Латат.
В 1890 году русскими переселенцами из Казанской губернии на казённых землях был нарезан участок. Он представлял собой старую таёжную гарь и был рассчитан для поселения 350 душ. Так был основан посёлок Казанка. В 1893 году в волости десятки русских поселений, только в сёлах насчитывалось 613 дворов и 4154 души резидентного населения.
Основные волны переселенцев из европейской части Российской Империи были крестьянами Витебской, Виленской, Вологодской, Волынской, Вятской, Гродненской, Калужской, Костромской, Урской, Минской, Новгородской, Орловской, Пензенской, Пермской, Псковской, Саратовской, Симбирской, Смоленской, Тамбовской, Тверской, Тульской, Уфимской и других губерний, а также из Польши и Черноморского округа… Немалую часть составляли переселенцы из волостей и уездов внутри Томской губернии. В 1897 году численность населения Ново-Кусковской волости составила около 5000 человек, в 1899 году — 6000 жителей, в 1904 году — почти 11000, в 1905 году — почти 14000, а в 1906 году (то есть уже через десять лет после образования) достигла уровня 15000 тысяч жителей.
К середине 1890-х годов XIX столетия было зарегистрировано 16 переселенческих поселений. К середине XIX века южная часть современного Асиновского района была заселена полностью.
В то же время на волостных землях сохранились владения малых сибирских народов. Бывшая Мелесская ясашная волость на территории уже Ново-Кусковской волости к концу XIX века преобразовалась в канцелярию Чулымской инородной управы. Администрация управы располагалась также в селе Ново-Кусково. С установлением советской власти (с весны 1920) и серией административных преобразований, данная управа к 1924 году войдёт в состав укрупнённой волости, преобразованной в Ново-Кусковский район (ныне — Асиновский район), без подразделений на органы управления малыми народами.
Гражданская война в Причулымье вошла в историю ожесточёнными схватками красных партизан с белогвардейскими отрядами летом 1919 и белопартизан с отрядами ЧОН и Красной Армии в 1920—1921 гг.
С падением сопротивления колчаковских армий в Томской губернии в декабре 1919, с нового 1920 года в волости устанавливается советская власть. В селе Ново-Кусково появляется орган осуществления власти — Ново-Кусковский райком РКП(б), а в волостях, которые контролирует этот райком, создаются новые структуры. В Ново-Кусково появляется волостной исполком Совета рабочих, крестьянских и красноармейских депутатов, волвоенкомат, волотдел ВЧК, волостной народный суд и др. Здесь же создан сельский совет. Райком партии осуществлял издание газеты «За коммунизм» — первого печатного органа на территории современного Асиновского района. В дальнейшем редакция газеты будет закрываться и открываться вновь, как, например, в 1931 году — в качестве новой районной партийной газеты «Колхозник»…
В мае 1925 года территории юрисдикции райкома РКП(б)/ВКП(б) формируют Ново-Кусковский район Сибирского края — в рамках реформы районирования, в ходе которой все губернии, уезды и волости были упразднены. Ново-Кусковский район 7 июня 1933 года (с переименованием посёлка Ксеньевка в Асино) будет переименован в Асиновский район, все органы власти из Ново-Кусково переведены в создаваемый райцентр Асино.

## Известные личности
- Семён Алексеевич Кусков (174х—178х ???) — русский казак, основатель поселений Кусково
- Алексий, епископ (Семён Васильевич Буй) (1892—1937) — священномученик, иерарх Русской Православной Церкви. Родился и вырос в пос. Ксеньевский (ныне Асино). Репрессирован системой ГУЛАГ.
- Мария Леонтьевна Бочкарёва (1889—1920) — женщина-герой Первой Мировой войны (Россия)
- Николай Александрович Лампсаков (1875—1937) — врач-подвижник, основатель медицины в Причулымье
- Мокей Фролович Марков (1869—1948) — глава семейства, вольный исследователь-золотопоисковик и таёжный охотник, крестьянин, положивший начало роду советских писателей Марковых.
- Георгий Мокеевич Марков (1911—1991) — русский советский писатель и общественной деятель. Дважды Герой Социалистического Труда (1974, 1984). Лауреат Ленинской (1976) и Сталинской премии третьей степени (1952)